# Tentativa de assassinato do papa João Paulo II
A tentativa de assassinato do Papa João Paulo II ocorreu em 13 de maio de 1981, uma quarta-feira, na Praça de São Pedro, no Vaticano. O papa foi baleado e gravemente ferido por Mehmet Ali Ağca, um terrorista turco, enquanto estava a entrar na praça. João Paulo II foi atingido duas vezes e sofreu perda de grande quantidade de sangue. Ağca foi detido imediatamente e posteriormente condenado à prisão perpétua por um tribunal italiano. Mais tarde, o Papa perdoou o terrorista pela tentativa de homicídio. Ele também recebeu o perdão do então presidente da Itália, Carlo Azeglio Ciampi, a pedido do religioso e foi deportado para a Turquia em junho de 2000.

## O atentado
Quando João Paulo II entrou na Praça de São Pedro para discursar a uma audiência em 13 de maio de 1981, foi baleado e gravemente ferido por Mehmet Ali Ağca, um atirador turco membro do grupo militante fascista Lobos Cinzentos. O assassino usou uma pistola semiautomática 9 mm Browning, atingindo-o no abdômen e perfurando seu cólon e intestino delgado várias vezes. João Paulo II foi levado às pressas para a Policlínica Gemelli. No caminho para o hospital, ele perdeu a consciência. Ele passou por cinco horas de cirurgia para tratar suas feridas abdominais e severa perda de sangue. Os cirurgiões realizaram uma colostomia, reencaminhando temporariamente a parte superior do intestino grosso para deixar a parte danificada inferior curar. Quando ele ganhou rapidamente a consciência antes de ser operado, instruiu os médicos para não remover o seu Escapulário de Nossa Senhora do Carmo durante a operação. O Papa afirmou que Nossa Senhora de Fátima ajudou a mantê-lo vivo durante todo o seu calvário.
| “                                                                              | Eu poderia esquecer que o evento (Tentativa de assassinato de Ali Agca) na Praça de São Pedro teve lugar no dia e na hora em que a primeira aparição da Mãe de Cristo aos pastorinhos estava sendo lembrada por 60 anos em Fátima, Portugal? Mas em tudo o que aconteceu comigo naquele mesmo dia, senti que a proteção extraordinária maternal e cuidadosa, acabou por ser mais forte do que a bala mortal. | ” |
| — Papa João Paulo II -Memória e Identidade, Weidenfeld & Nicolson, 2005, p.184 | |   |

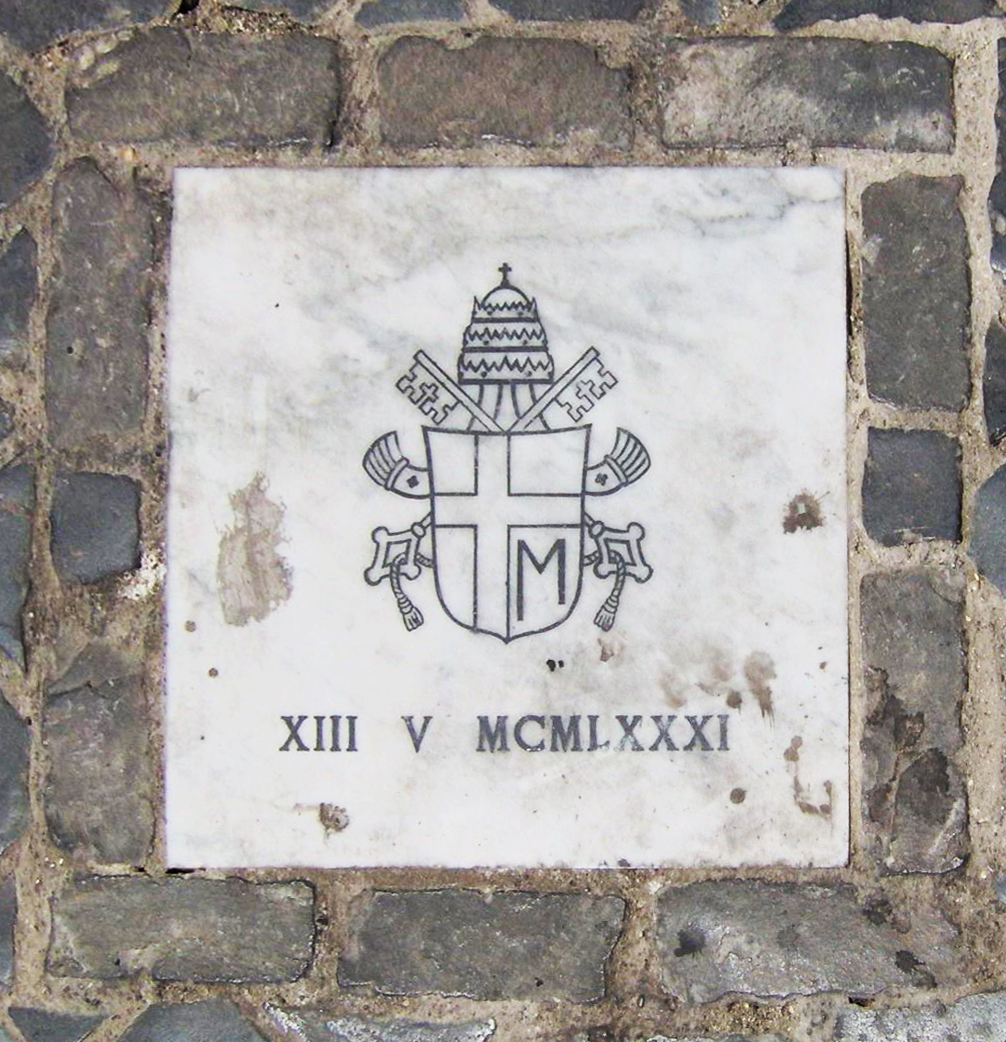
O local exato do atentado foi marcado no chão da Praça de São Pedro. Em uma rocha, estão o brasão de armas de João Paulo II e a data do atentado, em numerais romanos.

Em 2 de março de 2006, uma comissão parlamentar italiana, a Comissão Mitrokhin, criada por Silvio Berlusconi e dirigida pelo senador da Forza Italia, Paolo Guzzanti, concluiu que a União Soviética estava por trás do atentado contra a vida de João Paulo II, em retaliação ao apoio dado pelo Papa para a organização polaca Solidariedade, um movimento católico de trabalhadores pró-democracia, uma teoria que já havia sido propagada por Michael Ledeen e a Agência Central de Inteligência dos Estados Unidos. O relatório italiano declarou que certamente o departamento de segurança da Bulgária Comunista foi utilizado no intuito de evitar a descoberta do papel da União Soviética. O relatório afirmou que a Inteligência militar soviética (Glavnoje Razvedyvatel'noje Upravlenije) — e não a KGB — foi a responsável. O porta-voz do Serviço de inteligência das Relações Exteriores da Rússia, Boris Labusov, chamou a acusação de ‘absurda’. Embora o Papa tivesse declarado, durante uma visita em maio de 2002 à Bulgária, que não acreditava que aquele país estivesse envolvido com a tentativa de assassinato, seu secretário, Cardeal Stanisław Dziwisz, alegou em seu livro A Life with Karol, que o Papa estava particularmente convencido que a União Soviética estava por trás do ocorrido. Bulgária e Rússia contestaram as conclusões da comissão italiana, apontando que o Papa negou a conexão búlgara.
Agca passou 19 anos em prisões italianas, sendo depois extraditado para a Turquia, onde foi condenado a prisão perpétua pelo assalto a um banco nos anos 1970 e pelo assassinato de um jornalista em 1979, pena depois comutada para dez anos de prisão. Dois dias depois do Natal em 1983, João Paulo II visitou a prisão onde seu pretenso assassino estava sendo mantido. Os dois conversaram privadamente por 20 minutos.
Coincidentemente, os tiros disparados contra o Papa foram feitos no dia 13 de maio. Nesta data, em 1917, Nossa Senhora de Fátima teria feito a sua primeira aparição aos três pastorinhos. O Pontífice sempre afirmou que a Virgem Maria teria "desviado as balas" e salvo a sua vida nesse dia. Um ano depois, a 13 de maio de 1982 e já recuperado, João Paulo II visita pela primeira vez o Santuário de Nossa Senhora de Fátima para agradecer à Virgem o ter salvado. O Santo Padre ofereceu uma das balas que o atingiu ao Santuário. Essa bala foi posteriormente colocada na coroa da Virgem, onde permanece até hoje.